# Werner Girke
Werner Girke (* 4. September 1940 in Grabik, heute Woiwodschaft Niederschlesien, Polen) ist ein ehemaliger deutscher Langstreckenläufer.

## Leben

### Sportliche Karriere
Girke wurde insgesamt zehnmal Deutscher Meister, elfmal Vizemeister und siebenmal Dritter bei Deutschen Meisterschaften:
- 1961: Dritter im Crosslauf (Mittelstrecke)
- 1962: Dritter im Crosslauf (Mittelstrecke)
- 1964: Meister über 5000 m (14:29,0 min), Meister über 3000 m in der Halle (8:21,4 min) und Vizemeister im Crosslauf (Mittelstrecke)
- 1965: Meister über 5000 m (14:13,8 min) und Vizemeister über 3000 m in der Halle
- 1966: Dritter über 5000 m und Meister über 3000 m in der Halle (8:05,8 min)
- 1967: Dritter über 5000, Meister über 3000 m in der Halle (8:03,6 min) und Vizemeister im Crosslauf
- 1968: Dritter über 5000 m
- 1969: Vizemeister über 5000 m und Meister über 3000 m in der Halle (8:01,4 min)
- 1970: Vizemeister über 3000 m in der Halle, Dritter im Crosslauf
- 1971: Vizemeister über 5000 m
- 1972: Vizemeister im Crosslauf (Mittelstrecke) und Dritter über 3000 m in der Halle

Hinzu kommen vier Meisterschaften (1963, 1965, 1967 und 1969) und drei Vizemeisterschaften (1961, 1962 und 1970) mit der Wald- und Crosslaufmannschaft des VfL Wolfsburg über die Mittelstrecke.
Auch auf internationaler Ebene trat Girke mehrfach in Erscheinung. Er war Teilnehmer der Europameisterschaften 1966 in Budapest und 1971 in Helsinki, der Europäischen Hallenspielen 1966 in Dortmund, 1967 in Prag und 1969 in Belgrad sowie der Leichtathletik-Halleneuropameisterschaften 1970 in Wien. Über 5000 Meter ist sein bestes Ergebnis der zehnte Platz (13:53,2 min) 1966 in Budapest; fünf Jahre später in Helsinki schied er bereits im Vorlauf aus (1969 in Athen verzichtete die bundesdeutsche Mannschaft aus Protest gegen die Startverweigerung für Jürgen May auf Starts bei Einzelwettkämpfen). Da er ganzjährig ein Intervalltraining betrieb, war er erfolgreicher in der Halle, wo er zwei Medaillen über 3000 Meter gewinnen konnte: Gold 1967 in Prag (7:58,6 min) und Bronze 1969 in Belgrad (7:56,8 min). 1966 in Budapest und 1970 in Wien wurde er jeweils Fünfter.
Kein Glück hatte Girke bei seiner einzigen Olympiateilnahme 1968 in Mexiko-Stadt. In 15:20,8 min verpasste er als Elfter seines Vorlaufs das Finale, für das sich die ersten fünf Läufer aus jedem der drei Vorläufe qualifizierten, um mehr als 40 Sekunden.
Werner Girke ist 1,76 m und wog in seiner aktiven Zeit 64 kg. Er startete für den VfL Wolfsburg.

### Privatleben
1961, noch vor dem Bau der Berliner Mauer, floh Werner Girke über Berlin aus der DDR. Über das Grenzdurchgangslager Friedland kam er nach Wolfsburg, wo er bis heute (Stand 4. September 2020) lebt.

## Persönliche Bestzeiten
- 1500 m: 3:44,3 min, 5. September 1968, Ludwigshafen am Rhein
- 3000 m: 7:55,4 min, 24. September 1969, West-Berlin
- 5000 m: 13:37,0 min, 13. Juni 1968, Paris
- 10.000 m: 28:42,0 min, 2. Juni 1972, Eschweiler